# Музей Сакена Сейфуллина
Музей Сакена Сейфуллина (каз. Сәкен Сейфуллин музейі) — музей в городе Астане, посвящённый жизни и деятельности казахского государственного деятеля, поэта и писателя Сакена Сейфуллина. Расположен в здании XIX века, которое входит в список памятников истории и культуры местного значения.

## Здание

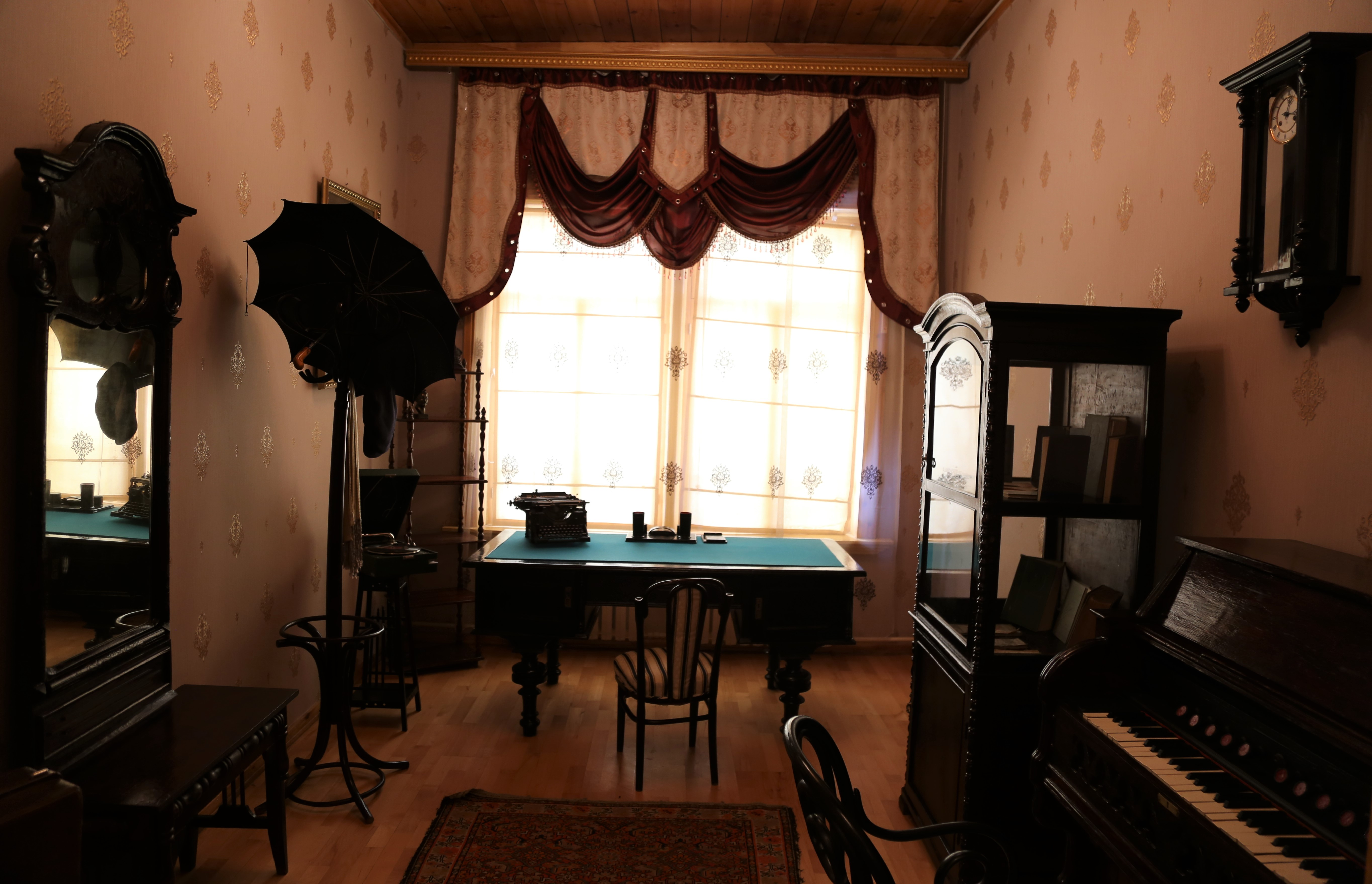
Зал в музее. На столе — пишущая машинка Сейфуллина

Одноэтажный деревянный дом из брёвен с высокой вальмовой крышей с чердаком расположен на пересечении улиц Сейфуллина и Ауэзова. Дом был построен в 1846 году одним из купцов Акмолинска под контору для ведения учета приобретенных товаров. В 1920—1930-е годы в здании работал Сакен Сейфуллин, однако до сих пор неизвестно, где именно находился его рабочий кабинет. В XX веке в доме располагался детский сад «Зорька». 20 февраля 1988 года распоряжением Совета Министров Казахской ССР в здании открылся музей Сакена Сейфуллина.

## Экспозиция
Архивные материалы, рукописи, письма, принадлежности писателя, книги, газеты, журналы расположены в 6 залах музея. Центральное место среди экспонатов музея занимает пишущая машинка, в своё время подаренная Сейфуллину Левоном Мирзояном, книги, изданные при жизни писателя, фотографии.